# شهرستان شانیانگ
شهرستان شانیانگ (به لاتین: Shanyang County) یک شهرستان‌های جمهوری خلق چین در چین است که در شانگلو واقع شده‌است.
 شهرستان شانیانگ ۳٬۵۱۵ کیلومتر مربع مساحت و ۴۴۰٬۰۰۰ نفر جمعیت دارد.